# Mads Würtz Schmidt
Mads Würtz Schmidt (Randers, 31 marzo 1994) è un ciclista su strada danese, che corre per il team PAS Racing.
Due volte campione del mondo a cronometro, nel 2011 tra gli Juniores e nel 2015 tra gli Under-23, è professionista dal 2017.

## Palmarès

### Strada
- 2011 (Juniores)

2ª tappa Driedaagse van Axel (Axel > Axel, cronometro)
Campionati del mondo, Prova a cronometro Junior
- 2012 (Juniores)

Parigi-Roubaix Juniors
2ª tappa, 1ª semitappa Corsa della Pace Juniores (Třebenice > Třebenice, cronometro)
2ª tappa Driedaagse van Axel (Axel > Axel, cronometro)
4ª tappa Driedaagse van Axel (Strijpen > Strijpen)
Classifica generale Driedaagse van Axel
- 2015 (ColoQuick)

Campionati danesi, Prova a cronometro Under-23
5ª tappa Post Danmark Rundt (Helsingør, cronometro)
4ª tappa Tour de l'Avenir (Annemasse > Cluses)
Campionati del mondo, Prova a cronometro Under-23
- 2016 (Team Trefor-Blue Water/Team Virtu Pro-VéloConcept, sei vittorie)

2ª tappa Triptyque des Monts et Châteaux (Frasnes-lez-Anvaing > Kluisberg)
3ª tappa, 2ª semitappa Triptyque des Monts et Châteaux (Tournai > Chièvres)
Classifica generale Triptyque des Monts et Châteaux
Campionati danesi, Prova a cronometro Under-23
Campionati danesi, Prova in linea Under-23
4ª tappa Post Danmark Rundt (Nyborg > Nyborg, cronometro)
- 2021 (Israel Start Up-Nation, due vittorie)

6ª tappa Tirreno-Adriatico (Castelraimondo > Lido di Fermo)
Campionati danesi, Prova in linea

#### Altri successi
- 2013 (Team Cult Energy)

Classifica giovani Triptyque des Monts et Châteaux
- 2015 (ColoQuick)

2ª tappa ZLM Tour (Kamperland, cronosquadre)
Classifica giovani Post Danmark Rundt
- 2016 (Team Trefor-Blue Water/Team Virtu Pro-VéloConcept)

Classifica a punti Triptyque des Monts et Châteaux
Classifica giovani Post Danmark Rundt
- 2017 (Team Katusha-Alpecin)

Classifica giovani Étoile de Bessèges

## Piazzamenti

### Grandi Giri
- Giro d'Italia

2018: 81º
2023: non partito (10ª tappa)
- Tour de France

2019: 117º
- Vuelta a España

2021: ritirato (7ª tappa)

### Classiche monumento
- Milano-Sanremo

2019: 132º
2023: 149°
- Liegi-Bastogne-Liegi

2023: 59°
- Parigi-Roubaix

2017: 46º
2018: ritirato
2019: 34º
2021: ritirato
2022: ritirato

### Competizioni mondiali
- Campionati del mondo

Copenaghen 2011 - Cronometro Juniores: vincitore
Limburgo 2012 - Cronometro Juniores: 8º
Toscana 2013 - Cronosquadre: 27º
Richmond 2015 - Cronometro Under-23: vincitore
Richmond 2015 - In linea Under-23: ritirato
Doha 2016 - Cronometro Under-23: 21º
Doha 2016 - In linea Under-23: 31º
Innsbruck 2018 - Cronosquadre: 11º
Innsbruck 2018 - In linea Elite: ritirato
Fiandre 2021 - In linea Elite: ritirato

### Competizioni europee
- Campionati europei

Goes 2012 - Cronometro Juniores: 8º
Goes 2012 - In linea Juniores:' 'ritirato
Frýdek-Místek 2013 - Cronometro Under-23: 47º
Herning 2017 - Cronometro Elite: 22º
Herning 2017 - In linea Elite: 94º
Alkmaar 2019 - In linea Elite: ritirato